# Ставешинський Врх
Ставешинський Врх (словен. Stavešinski Vrh) — поселення в общині Горня Радгона, Помурський регіон, Словенія. Висота над рівнем моря: 284,1 м.